# Estadio Lluis Sitjar
Das Estadio Lluis Sitjar (oder auch Campo de Luis Sitjar) war ein Fußballstadion im Nordwesten der spanischen Stadt Palma auf der balearischen Insel Mallorca. Der Fußballclub RCD Mallorca nutzte die Spielstätte von 1945 bis 1999. Danach zog der Verein in das neu erbaute Estadi de Son Moix um. Von 1983 bis zur endgültigen Schließung im Jahr 2007 trug hier der RCD Mallorca B, die Reservemannschaft des Clubs, seine Meisterschaftsspiele aus.

## Geschichte
Von 1916 bis 1945 trat der Verein im Campo de Buenos Aires an. Entworfen wurde das neue Estadio Lluis Sitjar von dem spanischen Architekten Carlos Garau. Die Spielstätte wurde am 23. September 1945 mit der Partie RCD Mallorca gegen Deportivo Xerez (3:0) eingeweiht. Von seiner Eröffnung 1945 trug das Stadion bis 1960 den Namen Camp d'Es Forti, ehe es 1961 nach dem ehemaligen Präsident des RCD Mallorca, Lluis Sitjar Castella, benannt wurde. Das Stadion hatte bei Eröffnung eine Kapazität von 15.000 Plätzen. Anfang der 1960er Jahre wurde das Stadion wegen des Aufstiegs in die Primera División 1960/61 auf 31.000 Plätze ausgebaut. Eine weitere Erhöhung der Kapazität 38.000 Plätze brachte der Aufstieg in die Primera División 1983/84 mit sich. Zum Schluss hatte das Stadion eine offizielle Kapazität von 18.000 Plätzen.
2010 präsentierte der Verein Pläne, wonach an gleicher Stelle zum 100. Vereinsjubiläum im Jahr 2016, ein neues Fußballstadion, das Estadio Lluis Sitjar Nou, mit einer Kapazität von 27.000 Plätzen, entstehen sollte. Seit 2011 wurde auf dem vereinseigenen Grundstück mit dem Abriss des alten Stadions begonnen. Im März 2015 gab die Stadt bekannt, dass die Stadionruine zu 80 Prozent abgerissen sei. Nur die Westseite stand noch. Die Kosten beliefen sich auf 1,2 Millionen Euro.

## Länderspiele
Zwei Mal trat die spanische Fußballnationalmannschaft zu Freundschaftsspielen Estadio Lluis Sitjar in Palma an.
- 27. Mär. 1985:  Spanien –  Nordirland 0:0 (Freundschaftsspiel)
- 19. Nov. 1997:  Spanien –  Rumänien 1:1 (Freundschaftsspiel)